# Chlorotettix lugens
Chlorotettix lugens är en insektsart som beskrevs av Rauno E. Linnavuori 1959. Chlorotettix lugens ingår i släktet Chlorotettix och familjen dvärgstritar. Inga underarter finns listade i Catalogue of Life.